# Eunuchi nell'antica Roma

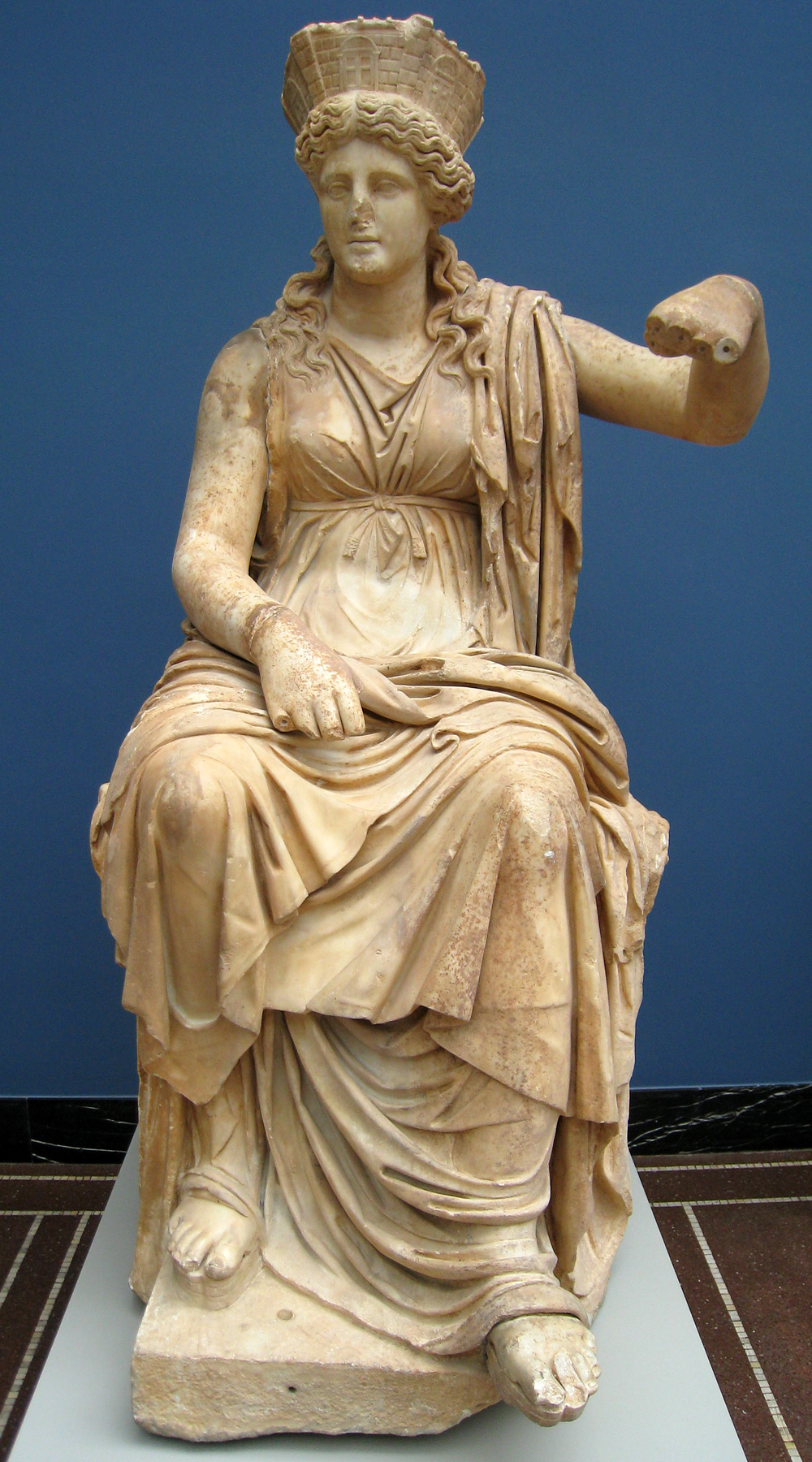
Statua in marmo di Cibele del I secolo a.C. proveniente da Formia, Lazio

La presenza di eunuchi nell'antica Roma divenne sempre più frequente con l'espandersi delle conquiste romane nel Mediterraneo e con l'assimilazione delle culture e religiosità orientali come il culto della dea Cibele che a Roma fu agli inizi malvisto per il suo carattere orgiastico. Successivamente, invece, la dea divenne una delle divinità protettrici di Roma in quanto le si attribuiva il fatto di aver distolto Annibale dall'invadere la città nel 204 a.C. Da quell'anno si tennero sempre grandi celebrazioni in onore della dea durante le quali i sacerdoti castrati (galli) e i fedeli si flagellavano, le donne si amputavano i seni e gli uomini si eviravano.
La castrazione fu proibita dal diritto penale romano dalla Lex Cornelia Sullae de sicariis et veneficis del dittatore Lucio Cornelio Silla nell'81 a.C. che colpiva tra l'altro chi preparava, vendeva, comprava, deteneva o somministrava un venenum malum necandi hominis causa ("veleno per uccidere il male per il bene dell'uomo") e forse anche chi praticava arti magiche; in seguito la si applicò all'aborto volontario, alla castrazione e alla circoncisione, tranne quella degli Ebrei.

## L'uso sessuale degli eunuchi
Procopio di Cesarea riferisce che gli eunuchi provenivano a Roma in maggior numero dal paese sul Mar Nero degli Abasgi dove i capi potevano prelevare i giovanetti più attraenti per farli evirare e vendere come schiavi. Quando gli Abasgi cominciarono a convertirsi al cristianesimo Giustiniano vietò questa pratica stabilendo che «mai più alcuno, in quella regione, fosse privato della virilità violentando la natura col ferro»
«I romani conoscevano tre classi di eunuchi: gli spadones, cui erano state tagliate le gonadi; i thlasiae (dal greco θλάω, "schiaccio"), ai quali esse erano state schiacciate; infine i castrati, cui era stata praticata l'ablazione totale di verga e testicoli.»
La diffusione della cultura ellenistica orientale incrementò a Roma, specie presso le classi alte, l'usanza di servirsi delle prestazioni sessuali degli eunuchi, in particolare di quelle dei cosiddetti spadones che, privi della potentia generandi non avevano perso la potentia coeundi cosicché erano in grado di offrire, quasi come strumenti sessuali viventi, appagamenti di natura diversa dall'usuale.
Questa particolarità degli spadones sembra essere stata apprezzata dalle donne romane che, essendo non priva di rischi la pratica dell'aborto, preferivano usare gli eunuchi che garantivano di non rimanere incinte. Questo è lo scopo, secondo Marziale, di Gellia:
«Vuoi sapere Pannichio, come va

che la tua Gellia intorno alle sottane

non ha che dei castrati?

Teme la levatrice, adora i peccati.»
Particolarmente favorevoli all'uso sessuale degli eunuchi, stando agli storici del tempo, furono alcuni imperatori come Nerone che
Rapporti sessuali con eunuchi vengono riferiti anche a Tito e Domiziano.
Per evitare una corruzione sessuale che si diffondeva sempre più nel II secolo d.C. Adriano promulgò leggi severe per impedirla ma specie tra il II e il III secolo d.C. la castrazione per motivi religiosi aumentò specie sotto gli imperatori di origine siriaca che privilegiavano il culto della dea Cibele al punto che lo stesso Eliogabalo si evirò per diventare sacerdote della dea.

## La "fedeltà" degli eunuchi
Particolarmente rilevante è la presenza degli eunuchi alla corte dell'imperatore che affida loro non solo la custodia delle sue donne, com'era nella tradizione orientale, ma anche compiti di particolare fiducia. Questa particolare posizione dell'eunuco nella società romana per cui per un verso rientra nella figura dello schiavo ma per un altro assume le funzioni di un importante personaggio della vita pubblica dipende da quella che l'antropologo Claude Meillassoux ha definito come la desessualizzazione dello schiavo.
Agli schiavi nel mondo romano, considerati pure e semplici "cose", una merce, era proibita la parentela; Moses Israel Finley definisce gli schiavi come dei "senza-famiglia" poiché non possono contrarre matrimonio legittimo e gli eventuali figli divengono proprietà del dominus che potrà farne ciò che vuole: tenerli o venderli. 
Questo processo di disumanizzazione culmina con la castrazione con cui viene esclusa per lo schiavo divenuto eunuco ogni possibilità di procreare:
Connessa alla castrazione è la singolare "fedeltà" al suo padrone riferita agli eunuchi. Un primo motivo della fiducia nella fedeltà degli eunuchi era riposta nella convinzione che avendo questi ormai caratteristiche fisiche di docilità e di sottomissione femminile, questi stessi tratti si fossero trasferiti al loro carattere. L'impossibilità di formare una dinastia poi metteva al sicuro da contraccolpi chi deteneva il potere. Inoltre l'eunuco essendo una cosa è privo di qualsiasi connotazione personale che viene sostituita da quella del suo padrone di cui egli è una proiezione tanto che è inutile che continui ad essere schiavo per la legge e quindi vale spesso affrancarlo per la sua presunta fedeltà al dominus. Questo spiega la consuetudine a Roma dell'affrancazione frequente degli eunuchi che spesso occupano posti di responsabilità politica specie in epoca imperiale.

## I cubicularii
Agli inizi del IV secolo d.C. compare nell'amministrazione dell'Impero, specie di quello d'Oriente, la funzione del praepositus sacri cubiculi (custode della sacra camera da letto) che oltre ai compiti di valletto-maggiordomo lavora come funzionario di alto grado civile, fiscale e militare. Si preferisce servirsi di questi particolari personaggi nella convinzione che la loro menomazione li rendesse docili e ben disposti all'obbedienza privi com'erano di quella "vis" naturale che appartiene agli uomini virili. L'eunuco poi non aveva problema familiari a cui attendere e poteva dedicarsi esclusivamente ai suoi compiti. 
La presenza di un praepositus con alti incarichi è attestata durante l'impero di Costantino (274–337 d.C.) che si avvale dell'eunuco Eusebio passato poi a servire anche il figlio dell'imperatore Costanzo II (317–361 d.C.).
Nella corte dell'imperatore venne creata una vera e propria gerarchia di cubicularii:
nel grado più basso della scala gerarchica erano i comites sacrae vestis, addetti al vestiario imperiale, quindi vi erano i comites domorum che curavano gli introiti della sacra camera. Lo spatharius comandava la guardia del corpo mentre il sacellarius curava le finanze private dell'imperatore. Entrambi questi funzionari erano sottoposti al castrensis che aveva alle sue dipendenze contabili (tabularii) e segretari.
Superiore al castrensis era il primicerius sacri cubiculi, l’eunuco anziano a sua volta subordinato al praepositus sacri cubiculi, posto al culmine della gerarchia, con il compito di vestire l'imperatore e di porgergli tutti gli oggetti a lui destinati. Il praepositus quindi faceva da intermediario tra l'imperatore e il mondo esterno decidendo anche chi poteva essere ricevuto in udienza. Era di solito nominato ambasciatore rappresentante con pieni poteri della volontà imperiale, interveniva nelle nomine dei più alti funzionari dell'Impero e nella confisca delle terre dei nemici del sovrano.
In breve i cubicularii ebbero modo di arricchirsi e di tessere una rete di connivenze politiche che permise loro di essere arbitri del governo dell'Impero. Le loro imprese sono rimaste nella memoria di diversi storici laici e religiosi del IV–V sec. d.C. come Socrate Scolastico, Ammiano Marcellino, Filostorgio, Palladio di Galazia, Sozomeno, Atanasio di Alessandria che hanno tramandato come fosse mal riposta la fiducia nella docile fedeltà degli eunuchi a confronto della reale cattiva fama dei castrati come espressione di corruzione, avidità, arrivismo e amoralità.

### Eusebio
Eusebio praepositus di Costantino I nel 337 e nello stesso anno passato al servizio del figlio Costanzo II, difese l'arianesimo di cui era appassionato seguace con ogni mezzo riuscendo a far convertire molti dei suoi dipendenti cubicularii e persino l'imperatrice Eusebia. Inviato da Costanzo come ambasciatore per trattare la riconciliazione con papa Liberio fu poi presente all'incontro tra l'imperatore e il papa. Entrato in contrasto con Costanzo Gallo (325–354), Cesare d'Oriente e cugino di Costanzo, riuscì a influenzare il giudizio dell'imperatore fino a far condannare il Cesare a morte come traditore, riuscendo così ad incamerare tutti i suoi beni confiscati divenendo così ricchissimo e sempre più influente nel governo sino a quando Giuliano, Cesare d’Occidente e fratellastro di Costanzo Gallo, nel 360 fu acclamato Augusto dall'esercito. L’imperatore Costanzo si mosse contro Giuliano, ma morì l’anno dopo così che Giuliano divenne imperatore incontrastato; egli istituì uno speciale tribunale per giudicare i funzionari corrotti ed Eusebio fu riconosciuto autore delle false accuse contro Gallo e fu condannato a morte nel 361.

### Eutropio
Un destino simile a quello di Eusebio ebbe il praepositus sacri cubiculi l'eunuco Eutropio al servizio dell'imperatore Arcadio (377–408 d.C.), figlio di Teodosio I ed erede al trono d’Oriente. Per sostituirsi al Rufino, consigliere di fiducia del principe, Eutropio lo fece uccidere incamerando le proprietà dell'assassinato.
Eutropio convinse Arcadio a sposare Eudossia, figlia del generale Bautone, e fece esiliare o dichiarare nemici dell'Impero tutti i suoi oppositori compreso il generale Stilicone.
Il potere e la ricchezza di Eutropio aumentarono al punto che dopo la nomina a patricius nel 398 d.C.,  ebbe anche il consolato l’anno dopo. Per la prima volta un eunuco occupava una carica così alta scandalizzando la corte imperiale.
Nel 399 d.C. il generale Gainas fu inviato da Eutropio, che aveva ricevuto il governo dell'Oriente da Arcadio, divenuto imperatore nel 395 d.C., a domare gli Ostrogoti, alleati dell’Impero in Frigia, che si erano ribellati. Gainas, nemico dell'eunuco, si accordò coi ribelli che avrebbero messo fine alla rivolta se Eutropio fosse stato incarcerato e condannato a morte.
Arcadio, che esitava a far arrestare l'eunuco, fu convinto dalla moglie Eudossia a procedere contro Eutropio che si rifugiò nella basilica di Santa Sofia dove in effetti non valeva più il diritto d'asilo nelle chiese per una legge fatta approvare dallo stesso Eutropio nel 398. Fu invece san Giovanni Crisostomo (344–407 d.C.), patriarca di Costantinopoli,a difendere in una serie di omelie l'operato di Eutropio che tuttavia fu condannato all'esilio a Cipro da dove con un pretesto venne fatto tornare a Costantinopoli e fatto giustiziare (399 d.C.). I beni del praepositus furono confiscati e la sua figura venne presa dal poeta Claudio Claudiano (370-404 d.C.), come simbolo di tutti gli inganni, tradimenti e vizi propri degli eunuchi.